# Koji Kondo (futbolista)
Koji Kondo (今藤 幸治 Kondō Kōji?,  28 de abril de 1972 en Kariya, Aichi - 17 de abril de 2003 en Toyoake, Aichi) fue un futbolista japonés que se desempeñaba como centrocampista.
En 1994, Kondo jugó dos veces para la Selección de fútbol de Japón.

## Trayectoria

### Clubes
| Club        | País  | Año         |
| ----------- | ----- | ----------- |
| Gamba Osaka | Japón | 1991 - 1998 |

### Selección nacional
| Selección | País  | Año  |
| --------- | ----- | ---- |
| Absoluta  | Japón | 1994 |

## Estadística de equipo nacional
| Selección de Japón | Selección de Japón | Selección de Japón |
| Año                | Part.              | Goles              |
| ------------------ | ------------------ | ------------------ |
| 1994               | 2                  | 0                  |
| Total              | 2                  | 0                  |

## Muerte
Kondo falleció el día 17 de abril de 2003 a la pronta edad de 30 años, producto de un tumor cerebral.